# Budiná
Budiná é um município da Eslováquia, situado no distrito de Lučenec, na região de Banská Bystrica. Tem 17,3 km² de área e sua população em 2018 foi estimada em 227 habitantes.

## Demografia
| Ano:        | 1994 | 2004    | 2014    | 2024    |
| ----------- | ---- | ------- | ------- | ------- |
| Broj ljudi: | 390  | 303     | 254     | 198     |
| Razlika:    |      | -22,30% | -16,17% | -22,04% |

| Ano:               | 2023 | 2024   |
| ------------------ | ---- | ------ |
| Número de pessoas: | 196  | 198    |
| Diferença:         |      | +1,02% |